# DeSoto megye (Florida)
DeSoto megye az Amerikai Egyesült Államokban, azon belül Florida államban található. Megyeszékhelye és legnagyobb városa Arcadia. Lakosainak száma 33 976 fő (2020. április 1.). DeSoto megye Hardee, Highlands, Glades, Charlotte, Sarasota és Manatee megyékkel határos.

## Népesség
A megye népességének változása:
| Lakosok száma | 34 916 | 34 587 | 34 645 | 34 517 | 35 458 | 33 976 |
|               | 2010   | 2011   | 2012   | 2013   | 2015   | 2020   |